# Aldeanueva de Figueroa
Aldeanueva de Figueroa és un municipi de la província de Salamanca a la comunitat autònoma de Castella i Lleó. Limita al Nord amb Villamor de los Escuderos i Fuentesaúco, a l'Est amb Villaescusa i Parada de Rubiales, al Sud amb La Orbada, Pajares de la Laguna, La Vellés i Arcediano i a l'Oest amb Tardáguila i Topas.

## Demografia
| 1991 | 1996 | 2001 | 2004 |
| ---- | ---- | ---- | ---- |
| 393  | 362  | 325  | 312  |

## Personatges il·lustres
- Jacinto Bustos Vasallo, escultor.